# PGC 178
LEDA/PGC 178 ist eine Balken-Spiralgalaxie vom Hubble-Typ SBc im Sternbild Pegasus am Nordsternhimmel. Sie ist schätzungsweise 267 Millionen Lichtjahre von der Milchstraße entfernt und hat einen Durchmesser von etwa 65.000 Lichtjahren. Vom Sonnensystem aus entfernt sich das Objekt mit einer errechneten Radialgeschwindigkeit von näherungsweise 5.800 Kilometern pro Sekunde.
Gemeinsam mit IC 5378 bildet sie das wechselwirkende Galaxienpaar Arp 130.
Halton Arp gliederte seinen Katalog ungewöhnlicher Galaxien nach rein morphologischen Kriterien in Gruppen. Diese Galaxie gehört zu der Klasse Elliptischer Galaxien nahe bei Spiralgalaxien und diese störend (Arp-Katalog).
Im selben Himmelsareal befinden sich unter anderem die Galaxien NGC 7814, IC 5377, IC 5379, PGC 238.